# Relacja trójargumentowa
Relacja trójargumentowa lub relacja ternarna – dowolny podzbiór iloczynu kartezjańskiego trzech zbiorów. Analogicznie do relacji dwuargumentowej, która jest zdefiniowana jako zbiór uporządkowanych dwójek, relacja trójargumentowa jest zbiorem uporządkowanych trójek postaci {\displaystyle (x,y,z)} należących do zbioru {\displaystyle X\times Y\times Z.}
Definicja ta oddaje intuicję związku, czy zależności między elementami tych trzech zbiorów (elementy wspomnianych trzech zbiorów pozostają w pewnym związku, łączy je pewna zależność, własność, albo nie).

## Przykłady

### Współliniowość punktów
Przykładem relacji trójargumentowej jest relacja współliniowości trzech punktów. Podobnie relacja leżenia między trzech punktów oznaczająca leżenie punktu między dwoma innymi.

### Funkcje dwuargumentowe
Funkcją dwóch zmiennych {\displaystyle f\colon A\times B\to C} nazywamy taką funkcję, która każdej uporządkowanej parze {\displaystyle (a,b)} in {\displaystyle A\times B} przyporządkowuje element {\displaystyle f(a,b)} ze zbioru {\displaystyle C,} a więc wykres funkcji {\displaystyle f} składa się z uporządkowanych par {\displaystyle ((a,b),f(a,b)),} które są utożsamiane z uporządkowanymi trójkami {\displaystyle (a,b,f(a,b))).} Wtedy wykres {\displaystyle f} jest relacją trójargumentową zbiorów {\displaystyle A,} {\displaystyle B} oraz {\displaystyle C,} do której należą wszystkie trójki postaci {\displaystyle (a,b,f(a,b))),} dla każdego {\displaystyle a} należącego do {\displaystyle A} i {\displaystyle b} należącego do {\displaystyle B.}

### Porządek cykliczny
Dla dowolnego zbioru {\displaystyle A,} którego elementy ułożyliśmy w okrąg, można zdefiniować relację {\displaystyle R} na zbiorze {\displaystyle A,} będącą podzbiorem {\displaystyle A^{3}=A\times A\times A,} przy założeniu, że {\displaystyle R(a,b,c)} zachodzi wtedy i tylko wtedy, gdy {\displaystyle a,b,c} są parami różne i kiedy przechodząc z {\displaystyle a} do {\displaystyle c} zgodnie z ruchem wskazówek zegara musimy przejść przez {\displaystyle b.} Na przykład dla zbioru {\displaystyle A=\{1,2,3,4,5,6,7,8,9,10,11,12\}} reprezentującego godziny na tarczy zegara, {\displaystyle R(8,12,4)} zachodzi oraz {\displaystyle R(12,8,4)} nie zachodzi.

### Relacja przystawania
Relacja przystawania:
{\displaystyle a\equiv b{\pmod {m}}}
trzech liczb całkowitych {\displaystyle a,} {\displaystyle b} i {\displaystyle m} zachodzi wtedy i tylko wtedy, gdy {\displaystyle m} dzieli {\displaystyle a-b,} a zatem może zostać uznana za relację trójargumentową. Przyjmuje się jednak, że jest to rodzina relacji między {\displaystyle a} i {\displaystyle b} oraz kolejnych liczb całkowitych {\displaystyle m.} Wówczas dla każdego ustalonego {\displaystyle m} taka relacja dwuargumentowa jest m.in. relacją równoważności.